# Les Royaumes combattants

Les Royaumes combattants est un livre de Jean-François Susbielle paru en 2008. Œuvre d'un expert en géopolitique, le livre établit un parallèle entre le monde en 2008 et celui des Royaumes Combattants chinois, d'où son titre. L'auteur évoque le rôle de la mondialisation et divers événements passés constitutifs de la stratégie des États-Unis pour la plupart, avant de détailler chacun des royaumes combattants, avec ses forces et ses faiblesses.

## Les 7 royaumes
L'auteur a choisi de diviser le monde en 7 royaumes que l'on peut classer en 2 catégories, les royaumes déclinants et les royaumes émergents.

### Les royaumes déclinants: AJE
« AJE » est l'acronyme d'Amérique/Japon/Europe. Les États-Unis, le Japon et l'Union européenne constituent actuellement encore le cœur du monde, ce qu'on appelle couramment la Triade.

#### Les États-Unis
Première puissance mondiale, les États-Unis défendent leurs intérêts et protègent leur liberté d'action refusant — voire se retirant de — certains traités internationaux.

#### Le Japon
C'est « la digue contre laquelle se brisera la première vague chinoise ». Le Japon, qui veut garder son influence en Asie, n'a d'autre choix que d'être « vassalisé » par les États-Unis.

#### L'Union européenne
Ce sera la grande perdant du siècle car c'est un royaume déclinant qui, Royaume-Uni excepté, n'a pas devancé la mondialisation et la subit de plein fouet. Selon l'auteur, sa liberté n'est que théorique et le « shérif » britannique la surveille, promouvant la vision américaine du libre-échange.

### Les royaumes émergents: BRIC
C'est le bloc des BRIC de G. Sachs, le Brésil, la Russie, l'Inde et la Chine. C'est un club fermé qui demande « une croissance économique supérieure à 5 % par an, un poids géographique (surface) ou démographique important et un rôle de puissance régionale reconnu ». Les royaumes émergents sont les grands gagnants de la mondialisation.

#### La Chine
Seul royaume combattant à avoir une stratégie et des ambitions mondiales avec les États-Unis, c'est le grand gagnant à court terme de la mondialisation, à condition que son économie puisse croître. Et pour cela, elle a besoin d'un pétrole que les néoconservateurs américains font tout pour lui ôter.

#### L'Inde
Grand succès de la diplomatie américaine de ces dernières années, le revirement de l'Inde permet aux États-Unis de séparer les pays émergents et de trouver un contrepoids idéal à la Chine. L'adoubement de l'Inde est passé par la reconnaissance puis l'encouragement de sa puissance nucléaire.

#### La Russie
Démantelée par des agents américains à la chute de l'URSS, la Russie n'est que l'ombre de ce qu'était son prédécesseur. Pourtant, avec l'arrivée de Vladimir Poutine, la mise en valeur des ressources minières du pays lui redonne un statut de grande puissance. Le chantage énergétique lui permet de satisfaire ses ambitions et la manne pétrolière et gazière permet une croissance soutenue des investissements militaires.

#### Le Brésil
C'est un cas un peu à part et son placement sur l'échiquier géopolitique mondial n'est pas encore tracé.

## Le «déséquilibre de la terreur»
Par ce détournement de la formule désignant la reconnaissance par l'URSS et les États-Unis de leur capacité à s'auto-détruire -constat qui maintenait la paix - J-F Susbielle désigne la position des néoconservateurs aux États-Unis. Dick Cheney, Donald Rumsfeld et leurs amis du PNAC (Plan for a New American Century, programme destiné à promouvoir le leadership des États-Unis au XXIe siècle) ont en effet lancé une politique agressive, grâce à leur influence sous les gouvernements républicains, de Ford à Bush Jr, en passant par Reagan et Bush Sr. Pour prévenir l'émergence chinoise, ils ont repris et modifié la thèse de Samuel Huntington sur le choc des civilisations et poussé à la création d'un « islamo-fascisme », un axe du mal des « États voyous » regroupant un amas hétéroclites de pays rivaux des États-Unis, que le pays a parfois créé lui-même. Tous les moyens sont bons pour prévenir l'émergence de rivaux des États-Unis, y compris la guerre, réhabilitée dans son rôle diplomatique. L'Amérique n'a en effet pour elle que la puissance militaire pour s'imposer au monde, sa suprématie économique s'estompant de jour en jour.

## Le rôle clé du pétrole
L'économie mondiale (transports, industrie, agriculture...) est très largement dépendante d'un pétrole dont les ressources s'amenuisent de jour en jour. Le pétrole constitue donc un enjeu à part entière. Et c'est sur cet enjeu précisément que les États-Unis jouent depuis la fin de la deuxième guerre mondiale et encore de nos jours pour prévenir l'émergence de rivaux. Les chocs pétroliers ont déstabilisé les concurrents commerciaux européens et japonais alors qu'ils ont profité à une Amérique qui venait de franchir son Peak oil. La baisse du cours, appuyée par les États-Unis, a ensuite servi à acculer l'URSS à la faillite en limitant ses rentrées d'argent. Ce sont les lobbies pétroliers qui ont poussé à l'intervention en Irak, favorisant les compagnies pétrolières américaines au détriment de la France, de la Russie et de l'Inde. C'est encore le pétrole qui joue un rôle clé dans la construction de l'« ennemi iranien ». Le contrôle du Moyen-Orient par les États-Unis est causé par le désordre qu'il y a favorise et a pour conséquence de menacer la Chine en limitant sa capacité à contrôler ses flux pétroliers, vitaux pour sa croissance.